# 28598 Apadmanabha
28598 Apadmanabha este un asteroid din centura principală de asteroizi.

## Descriere
28598 Apadmanabha este un asteroid din centura principală de asteroizi. A fost descoperit pe 9 martie 2000 la Socorro, New Mexico, în cadrul proiectului LINEAR. Asteroidul prezintă o orbită caracterizată de o semiaxă mare de 2,39 ua, o excentricitate de 0,07 și o înclinație de 6,0° în raport cu ecliptica.